# Polnisches Filmfestival Gdynia

Logo des Festivals

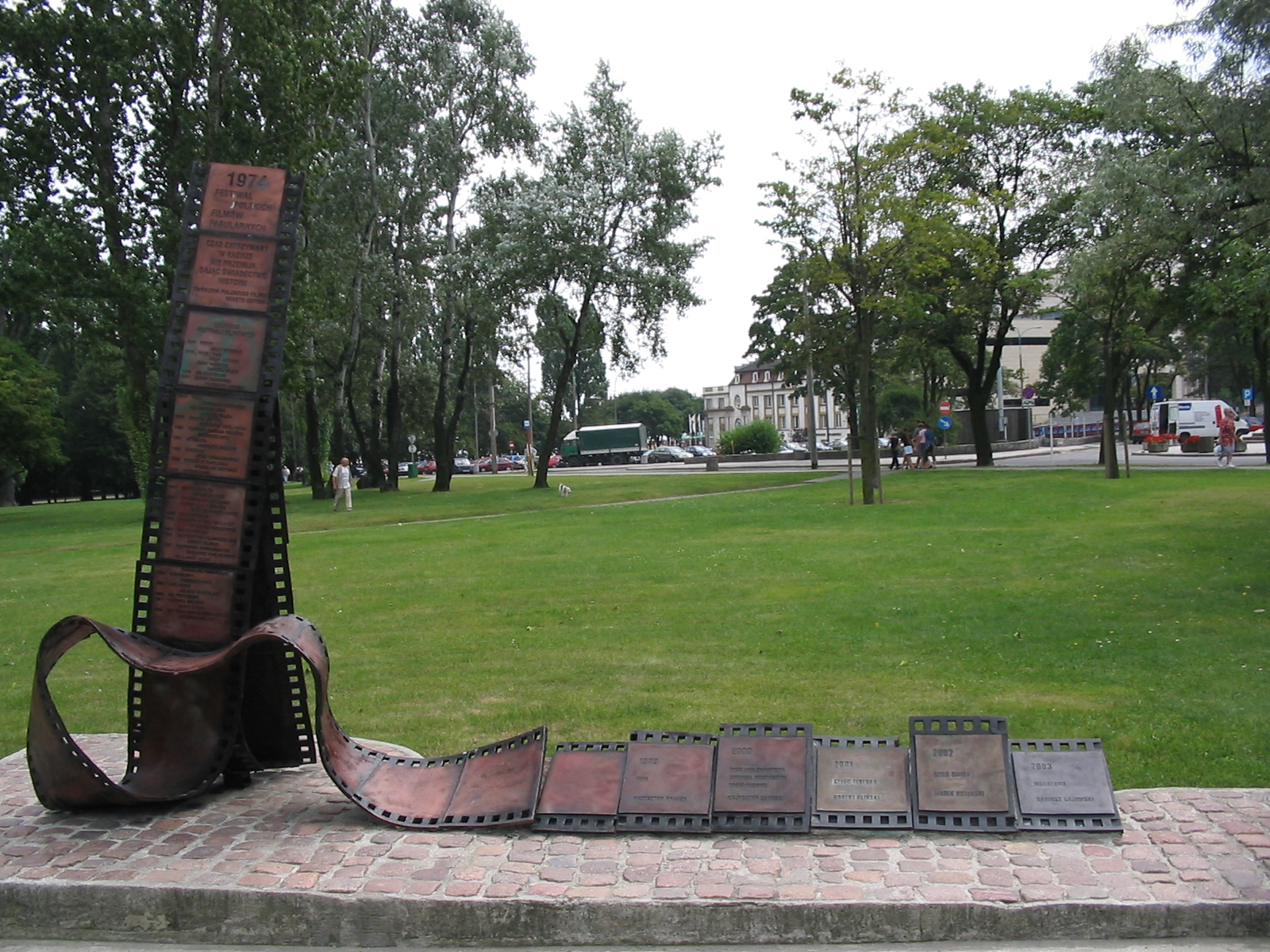
Festivalskulptur in Gdynia

Das Polnische Filmfestival Gdynia (poln. Festiwal Filmowy w Gdyni, FFG) gibt Jahr für Jahr einen Überblick über das Filmschaffen des polnischen Kinos. Das erste Filmfestival wurde 1974 organisiert und fand bis 1986 in Danzig statt. Seit 1986 ist das Musiktheater in Gdynia Sitz des Festivals, das jedes Jahr im September stattfindet. Es werden auf dem Festival die besten polnischen Spielfilme gezeigt, die seit Ende des vorherigen Festivals entstanden sind. So ist ein wichtiger Marktplatz für polnische Filme entstanden, der auch den internationalen Verkauf der Filme ankurbeln soll. Zahlreiche Gäste der internationalen Filmfestivals wählen hier die Filme für die Wettbewerbe des folgenden Jahres aus. So sind die Organisatoren der Berlinale stetiger Gast des Festivals. Eine Jury vergibt zum Ende des Festivals diverse Preise. Hauptpreis ist der Goldene Löwe. Künstlerischer Leiter des Festivals ist seit 2006 Mirosław Bork.

## Bisherige Sieger des Festivals
- 1974: Jerzy Hoffman – Sintflut (Potop)
- 1975: Andrzej Wajda – Das gelobte Land / Jerzy Antczak – Nächte und Tage
- 1976: Jan Łomnicki – Ocalić miasto / Marek Piwowski – Przepraszam, czy tu biją? / Andrzej Wajda – Smuga cienia / Mieczysław Waśkowski – Hazardziści
- 1977: Krzysztof Zanussi – Tarnfarben
- 1978: Stanisław Różewicz – Pasja / Andrzej Wajda – Ohne Betäubung
- 1979: Krzysztof Kieślowski – Amator
- 1980: Kazimierz Kutz – Paciorki jednego różańca
- 1981: Agnieszka Holland – Fieber (Gorączka)
- 1984: Jerzy Kawalerowicz – Austeria
- 1985: Stanisław Różewicz – Kobieta w kapeluszu
- 1986: Witold Leszczyński – Siekierezada
- 1987: Janusz Zaorski – Matka Królów
- 1988: Krzysztof Kieślowski – Ein kurzer Film über die Liebe sowie Ein kurzer Film über das Töten
- 1989: Die Jury vergab keinen Hauptpreis.
- 1990: Wojciech Marczewski – Ucieczka z kina “Wolność”
- 1991: Die Jury vergab keinen Hauptpreis.
- 1992: Robert Gliński – Wszystko, co najważniejsze
- 1993: Radosław Piwowarski – Kolejność uczuć / Grzegorz Królikiewicz – Przypadek Pekosińskiego
- 1994: Kazimierz Kutz – Ein Wendehals (Zawrócony)
- 1995: Juliusz Machulski – Girl Guide
- 1996: Die Jury vergab keinen Hauptpreis.
- 1997: Jerzy Stuhr – Liebesgeschichten (Historie miłosne)
- 1998: Jan Jakub Kolski – Historia kina w Popielawach
- 1999: Krzysztof Krauze – Die Schuld
- 2000: Krzysztof Zanussi – Życie jako śmiertelna choroba przenoszona drogą płciową
- 2001: Robert Gliński – Tereska (Cześć Tereska)
- 2002: Marek Koterski – Der Tag eines Spinners (Dzień świra)
- 2003: Dariusz Gajewski – Warschau (Warszawa)
- 2004: Magdalena Piekorz – Pręgi
- 2005: Feliks Falk – Der Gerichtsvollzieher (Komornik)
- 2006: Krzysztof Krauze und Joanna Kos-Krauze – Plac Zbawiciela
- 2007: Andrzej Jakimowski – Kleine Tricks (Sztuczki)
- 2008: Waldemar Krzystek – Mała Moskwa
- 2009: Borys Lankosz – Rewers
- 2010: Jan Kidawa-Błoński – Różyczka
- 2011: Jerzy Skolimowski – Essential Killing
- 2012: Agnieszka Holland – In Darkness (W ciemności)
- 2013: Paweł Pawlikowski – Ida
- 2014: Łukasz Palkowski – Bogowie
- 2015: Małgorzata Szumowska – Body (Ciało)
- 2016: Jan P. Matuszyński – Die letzte Familie (Ostatnia rodzina)
- 2017: Piotr Domalewski – Cicha noc
- 2018: Paweł Pawlikowski – Cold War – Der Breitengrad der Liebe (Zimna wojna)
- 2019: Agnieszka Holland – Red Secrets – Im Fadenkreuz Stalins (Obywatel Jones / Mr. Jones)
- 2020: Mariusz Wilczyński – Kill It and Leave This Town (Zabij to i wyjedź z tego miasta)
- 2021: Łukasz Ronduda und Łukasz Gutt – Fears (Wszystkie nasze strachy / All Our Fears)
- 2022: Agnieszka Smoczyńska – The Silent Twins